# Криптиди
Криптиди су животиње и биљке којима се бави псеудонаука криптозоологија и криптоботаника. То су најчешће бића за која нема довољно доказа који подржавају њихово постојање.

## Поријекло и значење назива
Термин криптид је први пут употребио Џон Е. Вол 1983. године у свом писму Међународном друштву криптозоолошких билтена. Префикс крипто- долази од грчке ријечи κρύπτη што значи "скривен" или "тајанствен".

## Разврставање криптида

### Еберхартово класифицирање криптида
Џорџ М. Еберхарт из Америчког библиотечког удружења, који је писао за часопис "Journal of Scientific Exploration" о потешкоћама каталогизације медијских материјала о псеудонауци, је класификивао криптиде у десет категорија:
- Дистрибутивне аномалије - познате животиње виђене изван свог нормалног природног окружења,
- Неуврштене, необичне и преувеличане варијације знаних врста,
- Живи примјерци недавно изумрлих врста,
- Живи примјерци прадавних изумрлих врста познатих само из фосилног записа,
- Живи примјерци изумрлих врста познатих само из фосилног записа из историјских времена,
- Живи примјерци врста које нам нису познате из фосилног записа, али су у сродству са данас познатим врстама,
- Живи примјерци врста које нам нису познате из фосилног записа, али такође нису у сродству са било којом данас познатом врстом,
- Митска бића која се могу објаснити у биологији,
- Наизглед паранормална или натприродна бића са неким животињским карактеристикама,
- Бића за које се може утврдити да су лажна или погрешно идентификована.

### Разврставање криптида према биолошкој класификацији
Криптиди се разврставају у неколико категорија:
- Криптоботаничке биљке
- Језерска чудовишта,
- Морска чудовишта,
- Криптозоолошке безкичмењаке,
- Криптозоолошке зглавкаре,
- Криптозоолошке рибе,
- Криптозоолошке гмизавце и водоземце,
- Криптозоолошке птице,
- "Живе диносаурусе",
- Криптозоолошке сисаре,
- Човјеколике криптиде.

Бића из легенди као што су змајеви и једнорози се некад сврставају у криптиде, али их криптозоолози избјегавају уврстити као криптиде. Понекад се у криптиде сврставају и ванземаљци.